# Gustav Bilfinger
Gustav Adolf Bilfinger (* 6 de marzo de 1840 en Elsass; † 29 de marzo de 1914 en Stuttgart) fue un historiador, pedagogo y especialista en cronología de Alemania.

## Biografía
Gustav Adolf Bilfinger nace como segundo hijo en una familia acomodada de origen suabo. A los diecseis años se traslada junto con su familia a la ciudad de Stuttgart. Allí se cursa estudios y se inscribe en el Seminario de Urach. Llegando a estudiar en la Universidad de Tübingen, donde se especializa en teología. 

## Obras
- 1883: Antike Stundenzählung - Trata sobre las horas temporarias
- 1886: Zeitmesser der antiken Völker
- 1888: Der bürgerliche Tag

 Die babylonische Doppelstunde
 Die antiken Stundenangaben
- 1891: Die Sterntafeln von Biban-el-Moluk
- 1892: Die mittelalterlichen Horen und die modernen Stunden
- 1899: Untersuchungen über die Zeitrechnung der alten Germanen - 1. Das altnordische Jahr
- 1901: Untersuchungen über die Zeitrechnung der alten Germanen - 2. Das germanische Julfest